# NGC 7766
NGC 7766 је галаксија у сазвежђу Пегаз која се налази на NGC листи објеката дубоког неба.
Деклинација објекта је + 27° 7' 37" а ректасцензија 23h 50m 55,8s. Привидна величина (магнитуда) објекта NGC 7766 износи 15,5 а фотографска магнитуда 16,5. NGC 7766 је још познат и под ознакама MCG 4-56-17, CGCG 477-18, NPM1G +26.0551, PGC 72611.